# Географія Еритреї
Еритрея — східноафриканська країна, що знаходиться на східній околиці континенту, уздовж Червоного моря Індійського океану . Загальна площа країни 117 600 км² (101-ше місце у світі), з яких на суходіл припадає 101 тис. км², а на поверхню внутрішніх вод — 16 600 км². Площа країни у 5 разів менша за площу території України. 

## Назва
Офіційна назва — Держава Еритрея, Еритрея (Hagere Ertra, Ertra; араб. دولة إرتريا; Dawlat Iritrīya). Назва країни, затверджена як назва італійської колонії 1890 року, походить від античної назви Червоного моря (лат. Mare Erythraeum), що, у свою чергу, походить від дав.-гр. Erythrea Thalassa, де «еритрум» — червоний, «таласса» — море.

## Географічне положення

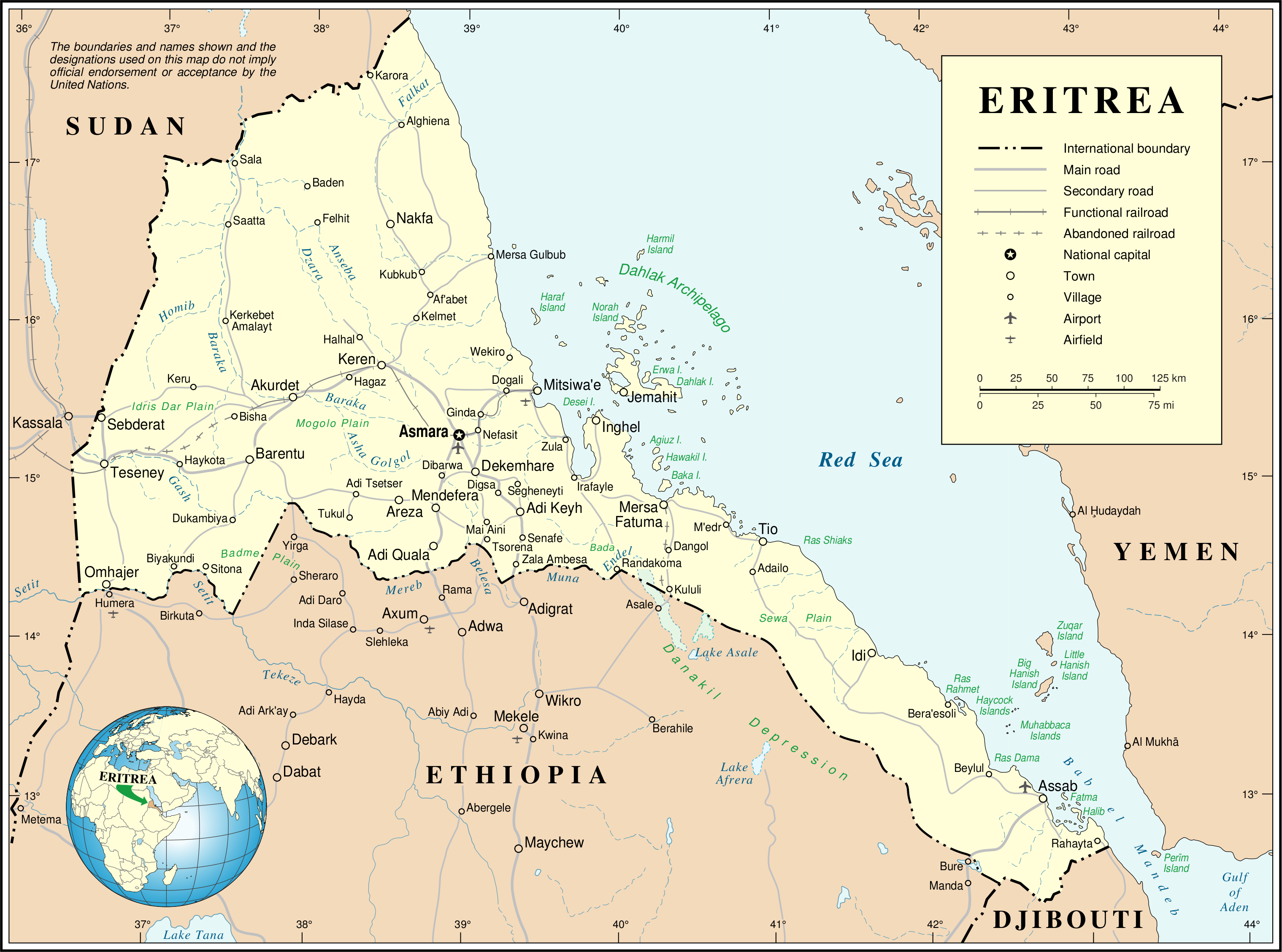
Карта Еритреї від ООН

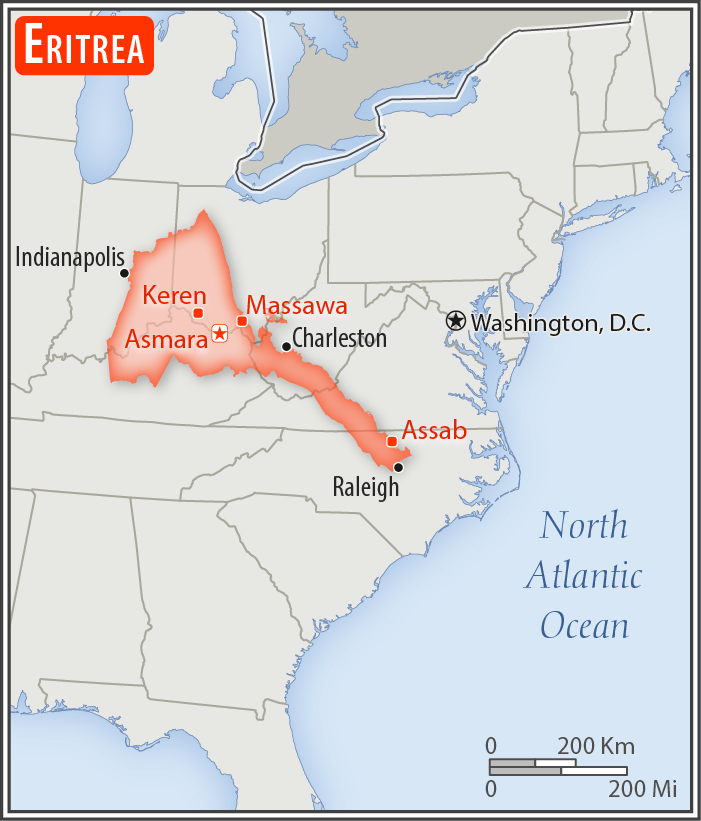
Порівняння розмірів території Еритреї та США

Еритрея — східноафриканська країна, що межує з трьома іншими країнами: на півдні — з Ефіопією (спільний кордон — 1033 км), на південному сході — з Джибуті (125 км), на заході — з Суданом (682 км). Загальна довжина державного кордону — 1840 км. Еритрея на сході омивається водами Червоного моря Індійського океану. Загальна довжина морського узбережжя 1151 км, разом із узбережжям островів — 2234 км.
Згідно з Конвенцією Організації Об'єднаних Націй з морського права (UNCLOS) 1982 року, протяжність територіальних вод країни встановлено в 12 морських миль (22,2 км).

### Час
Час в Еритреї: UTC+3 (+1 година різниці часу з Києвом).

## Геологія

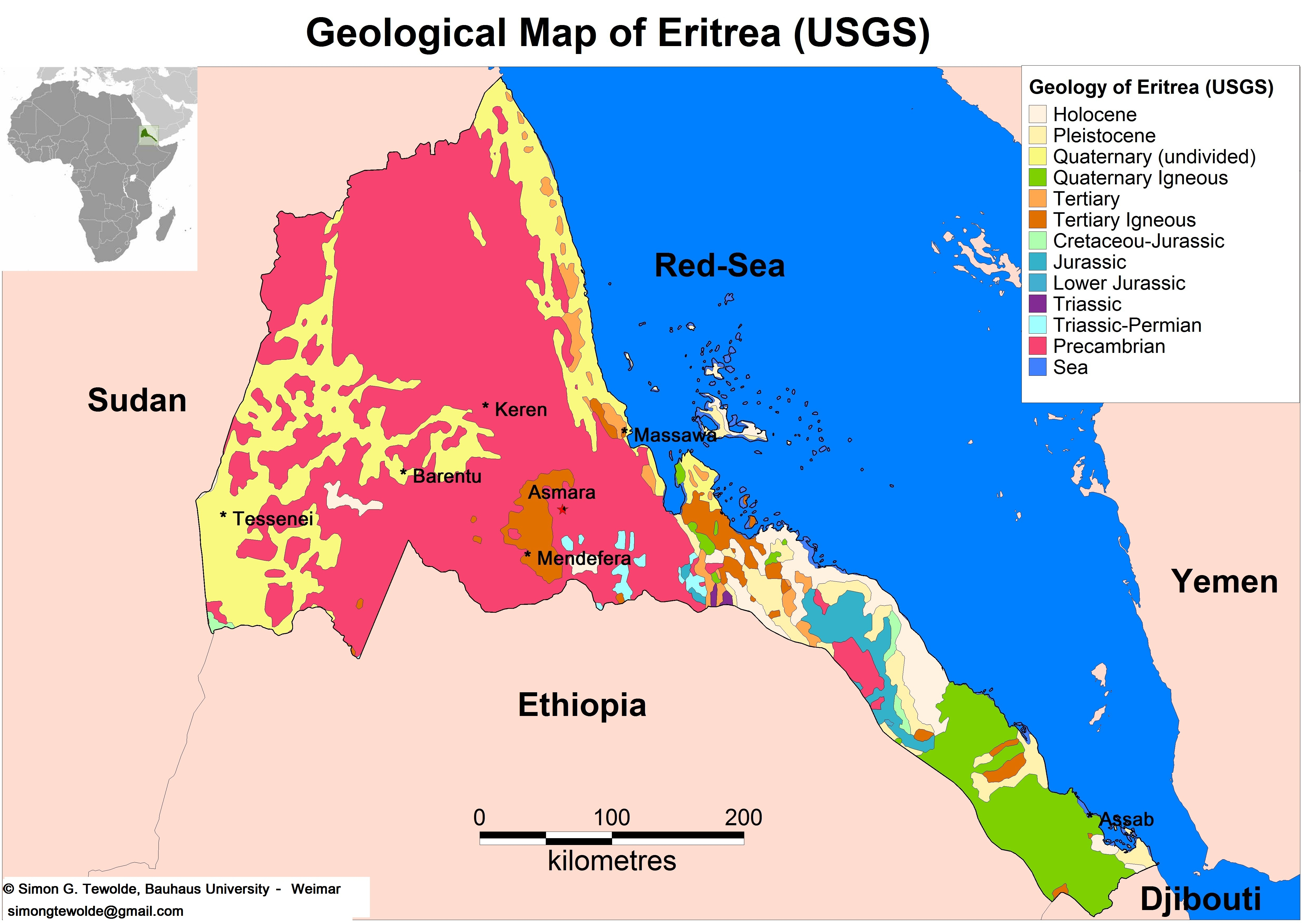
Геологічна карта Еритреї
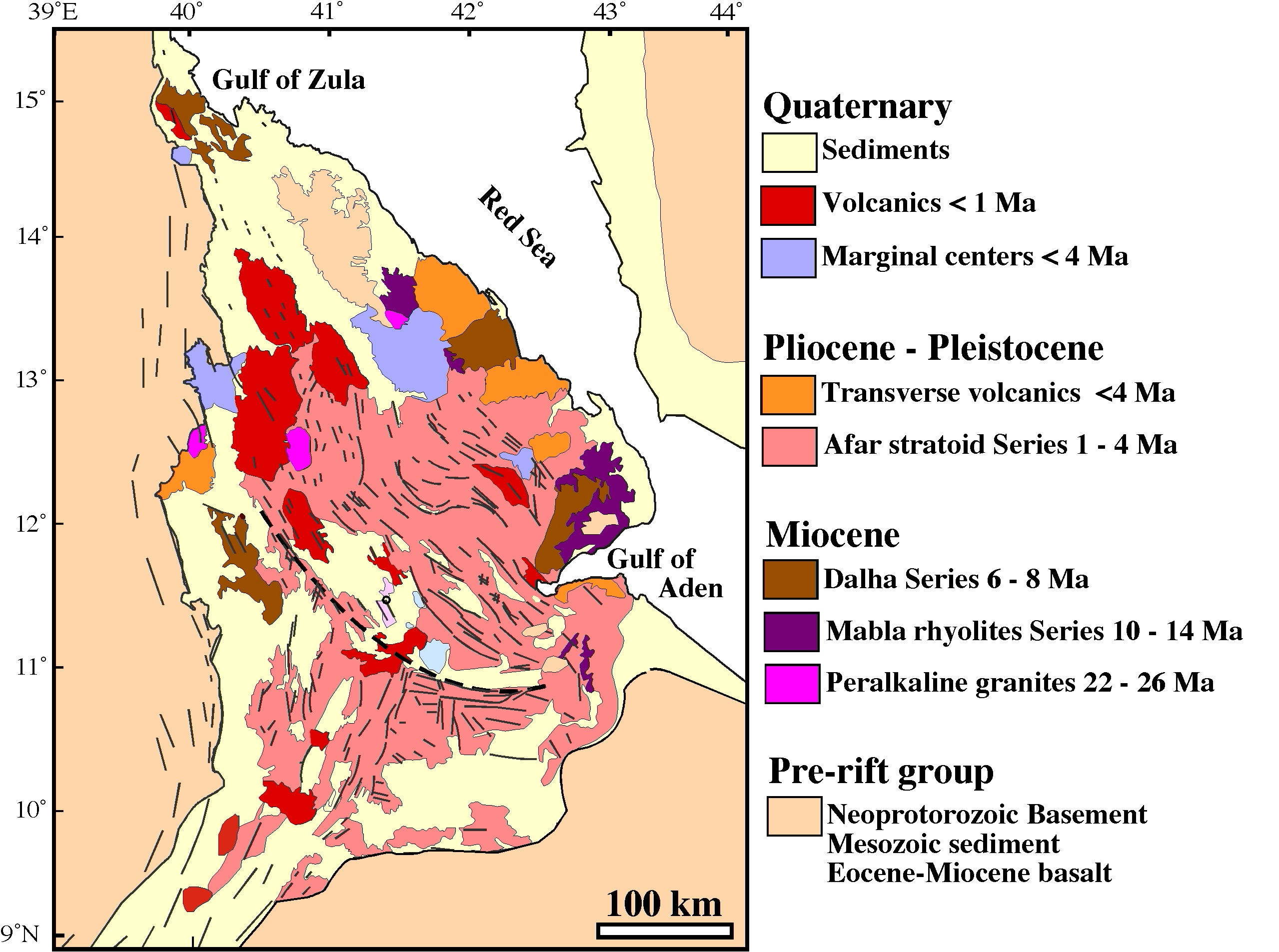
Геологія Афарської депресії

### Корисні копалини
Надра Еритреї багаті на ряд корисних копалин: золото, калійні солі, цинк, мідь, кам'яну сіль, нафту, природний газ.

## Рельєф
Середні висоти — 853 м; найнижча точка — западина Данакіль, уріз води озера Кулул (-75 м); найвища точка — гора Сойра (3018 м), знаходиться на південь від столиці країни Асмери. Рельєф країни доволі неоднорідний. Біля третини території Еритреї знаходиться на Еритрейському нагір'ї (2000 м), яке є продовженням південнішого Ефіопського нагір'я. На захід від нього знаходиться велике плато (⅓ загальної площі), на схід — прибережні рівнини та впадини, в тому числі, частина западина Афар. На нагір'ї знаходяться густонаселені райони країни. Низинні райони на заході Еритреї простягаються від Керена (на північний-захід від Асмери) до кордону із Суданом.

Рельєф Еритреї
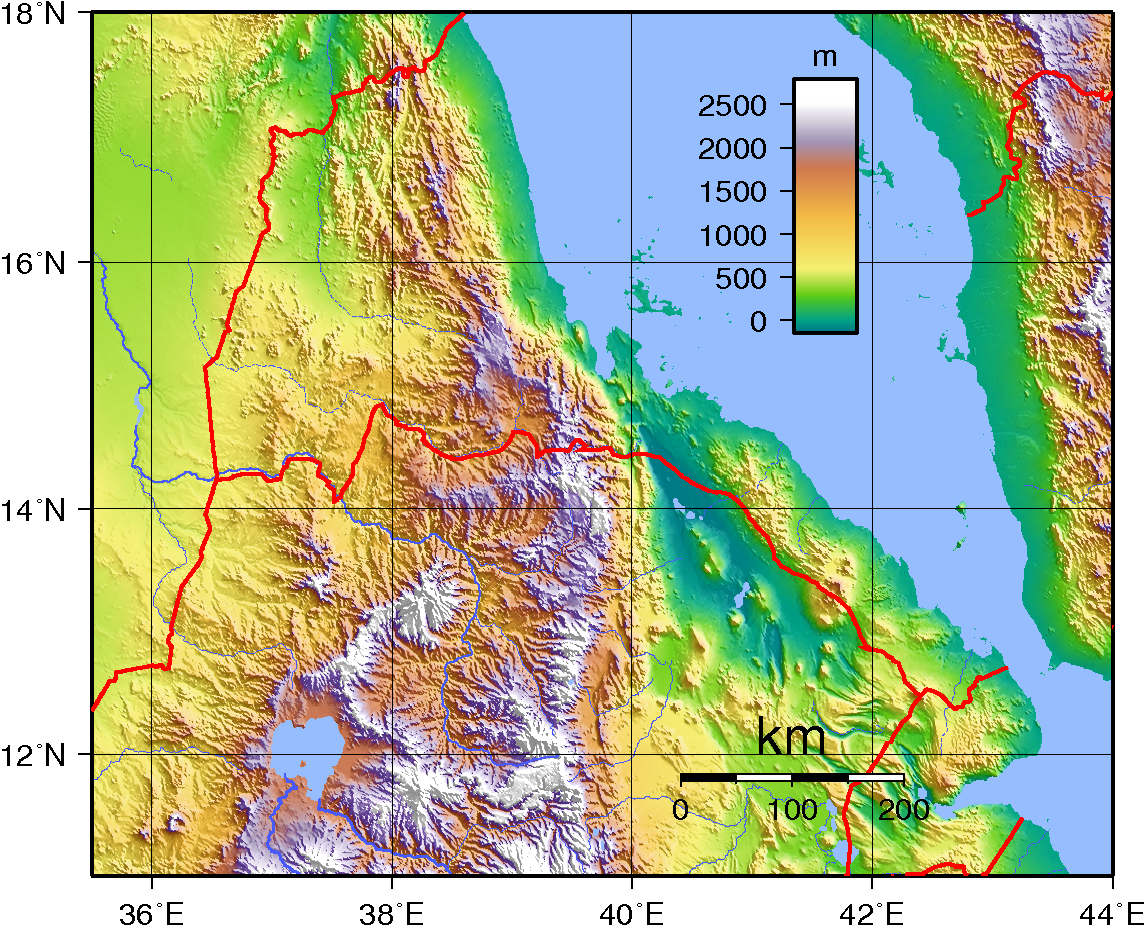
Гіпсометрична карта  Еритреї
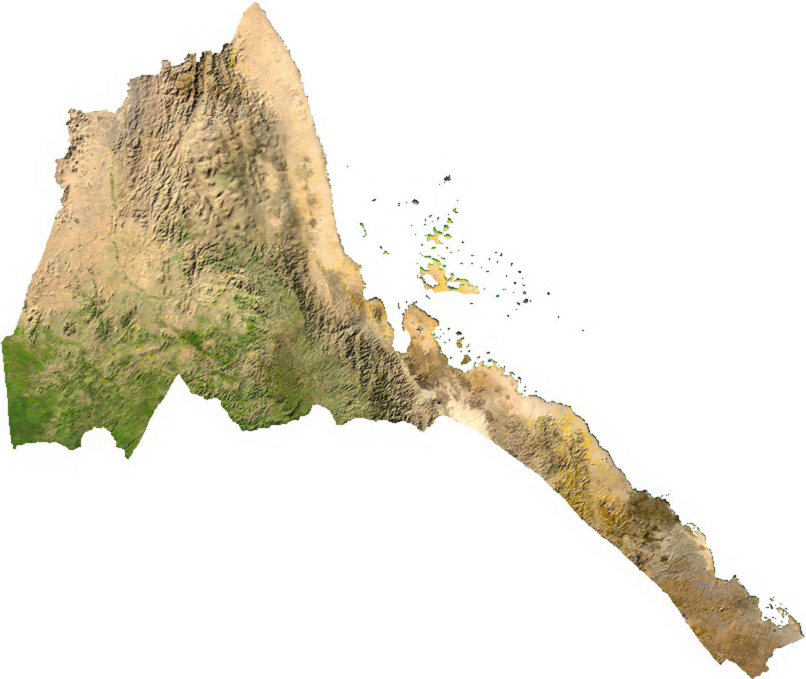
Супутниковий знімок поверхні країни
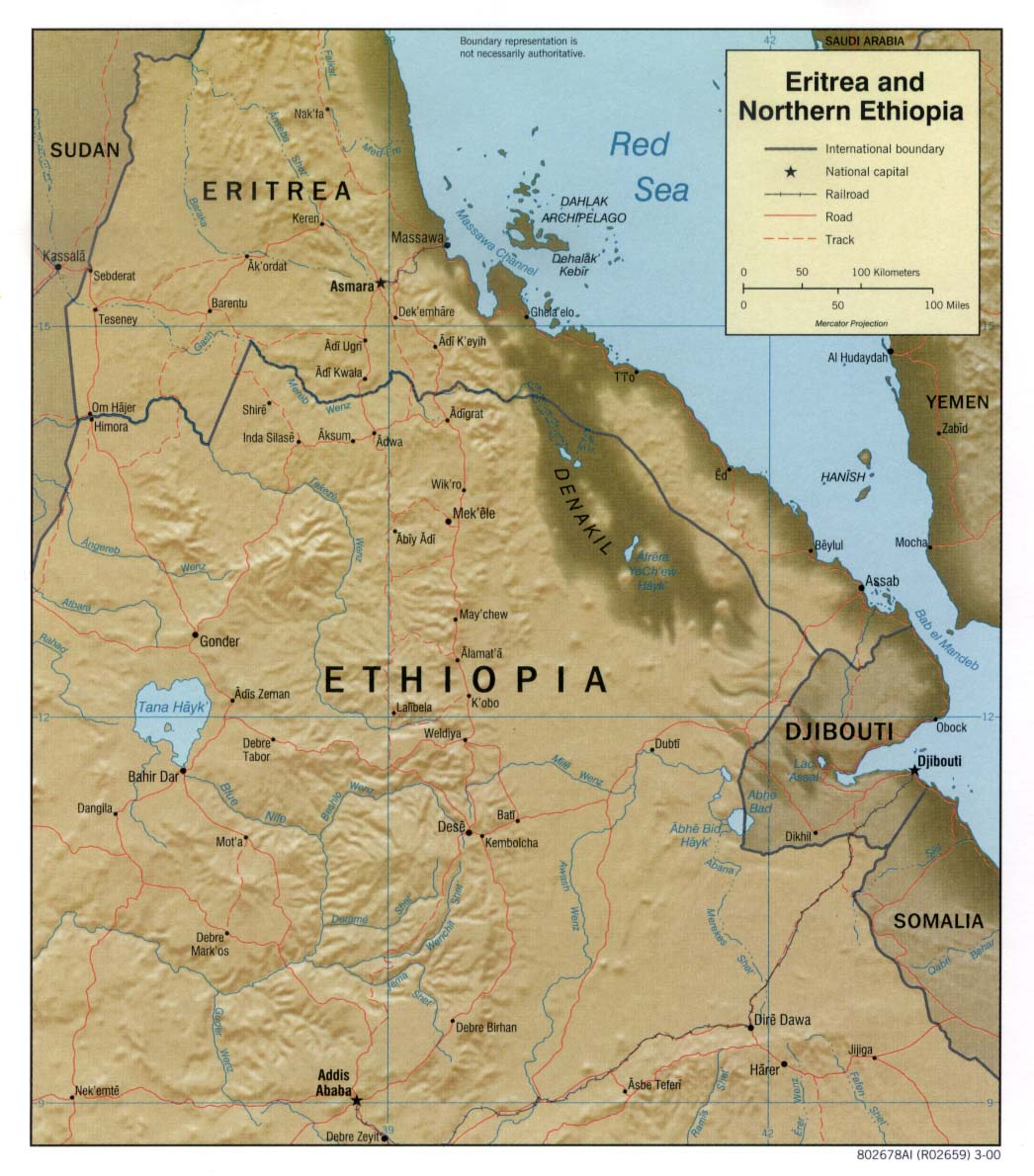
Карта країни (англ.)

### Узбережжя
Загальна протяжність берегової лінії країни становить 2234 км; протяжність материкової берегової лінії — 1151 км, островів у Червоному морі — 1083 км.

### Острови
Еритреї належать близько 350 островів у Червоному морі, 200 з яких утворюють архіпелаг Дахлак.

## Клімат
Територія Еритреї лежить у тропічному кліматичному поясі. Увесь рік панують тропічні повітряні маси. Спекотна посушлива погода з великими добовими амплітудами температури. Переважають східні пасатні вітри. У теплий сезон з морів та океанів можуть надходити шторми.
На узбережжі Червоного моря клімат в країні сухий та жаркий. Середні зимові температури (грудень — лютий) коливаються в діапазоні 20—35 °C, літні (червень—вересень) в межах 40—50 °C, у східній частині країни температури ще вищі. Середньорічна норма опадів — 200 мм.
Західні рівнини на кордоні із Суданом лежать на висоті 500—2000 м над рівнем моря. Переважно це пустелі, напівпустелі та саванни, хоча існують і родючі ґрунти завдяки сезонним розливам річки Барки. Середньорічна кількість опадів становить 400 мм. Найпрохолодніший місяць року — грудень, температура інколи знижується до 15 °C.
Еритрейське нагір'я відзначається більш вологим та помірним кліматом. Переважна більшість поверхні знаходиться вище 1500 м, середньорічна норма опадів коливається в межах 500—850 мм. Середні температури регіону коливаються в діапазоні 15—30 °C, інколи трапляються перепади до 40 °C. Взимку вночі можливе зниження температури до 0 °C. У цій кліматичній зоні знаходиться і столиця країни, Асмера, де температура в середньому коливається від 21 °C взимку до 25 °C на початку літа.
У центральному та західному регіоні країни спостерігається два вологих періоди — головний літній із червня по вересень і менш виразний весняній із березня по квітень. Біля узбережжя опади випадають переважно взимку. В середньому по країні середньорічна норма опадів становить 400—600 мм.

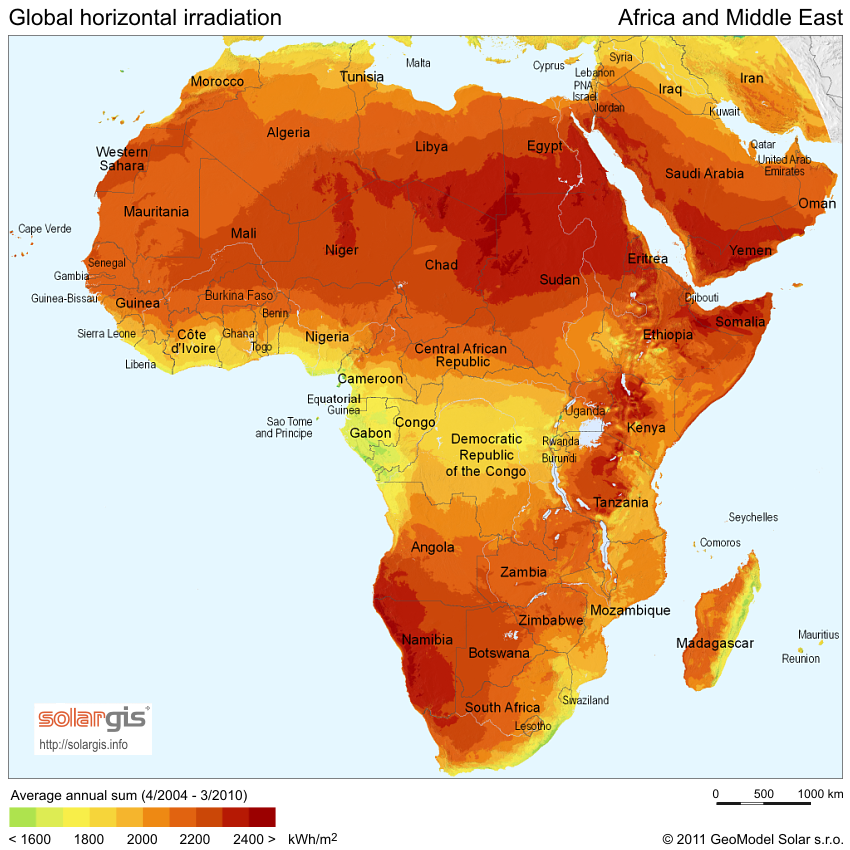
Сонячна радіація (англ.)
Кліматична карта Еритреї (за Кеппеном)

Еритрея є членом Всесвітньої метеорологічної організації (WMO), в країні ведуться систематичні спостереження за погодою.

## Внутрішні води
Загальні запаси відновлюваних водних ресурсів (ґрунтові і поверхневі прісні води) становлять 6,3 км³. Станом на 2012 рік в країні налічувалось 210 км² зрошуваних земель.

### Річки
Найбільша річка країни знаходиться на південно-західному кордоні з Ефіопією — Текезе. Невеличкі річки, струмки і тимчасові потічки (ваді) країни несуть свої води до Червоного моря Індійського океану. На Ефіопському нагір'ї знаходяться витоки багатьох потоків: Гаш, Сетіт, Барка, та Мереб.

### Озера
Присутні безстічні області депресій рельєфу, в яких утворюються солоні пересихаючі озера.

## Рослинність
Переважну більшість території країни займають гори чи пустельні райони.

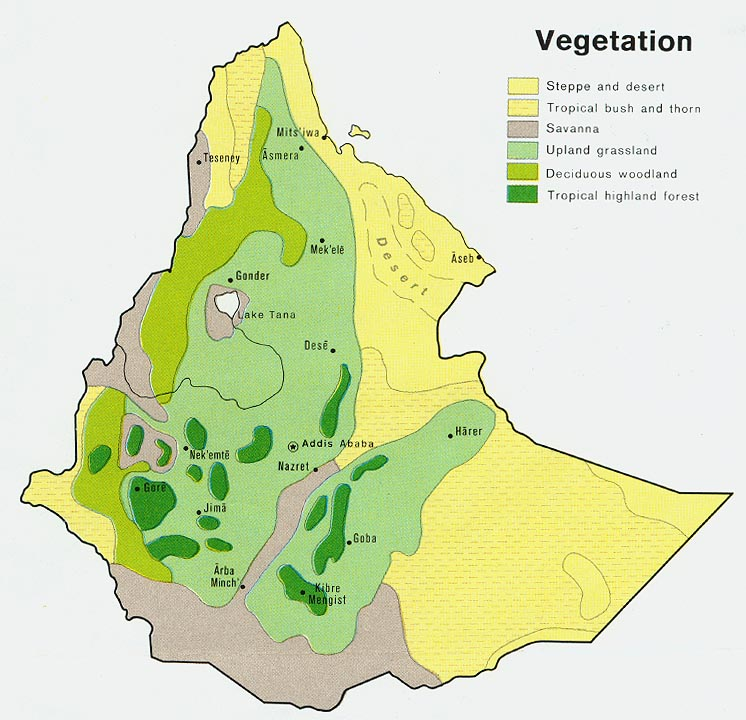
Рослинність Ефіопії, 1976 рік

Земельні ресурси Еритреї (оцінка 2011 року):
- придатні для сільськогосподарського обробітку землі — 75,1 %,
  - орні землі — 6,8 %,
  - багаторічні насадження — 0 %,
  - землі, що постійно використовуються під пасовища — 68,3 %;
- землі, зайняті лісами і чагарниками — 15,1 %;
- інше — 9,8 %[1].

## Тваринний світ
У зоогеографічному відношенні територія країни відноситься до Східноафриканської підобласті Ефіопської області.

## Охорона природи
Еритрея є учасником ряду міжнародних угод з охорони навколишнього середовища:
- Конвенції про біологічне різноманіття (CBD),
- Рамкової конвенції ООН про зміну клімату (UNFCCC),
- Кіотського протоколу до Рамкової конвенції,
- Конвенції ООН про боротьбу з опустелюванням (UNCCD),
- Конвенції про міжнародну торгівлю видами дикої фауни і флори, що перебувають під загрозою зникнення (CITES),
- Базельської конвенції протидії транскордонному переміщенню небезпечних відходів,
- Монреальського протоколу з охорони озонового шару[1].

## Стихійні лиха та екологічні проблеми
На території країни спостерігаються небезпечні природні явища і стихійні лиха:
- часті посухи;
- нечасті землетруси;
- помірна вулканічна діяльність, вулкан Дуббі (1625 м), востаннє вивергався 1861 року, вулкан Набро (2218 м) 2011 року;
- періодичні нашестя сарани[1].

Серед екологічних проблем варто відзначити:
- знеліснення;
- спустелювання;
- ерозію ґрунтів;
- перевипасання;
- зруйнована інфраструктура внаслідок громадянської війни.

## Фізико-географічне районування
У фізико-географічному відношенні територію Еритреї можна розділити на _ райони, що відрізняються один від одного рельєфом, кліматом, рослинним покривом: .

### Українською
- Атлас світу / голов. ред. І. С. Руденко ; зав. ред. В. В. Радченко ; відп. ред. О. В. Вакуленко. — К. : ДНВП «Картографія», 2005. — 336 с. — ISBN 9666315467.
- Атлас. 7 клас. Географія материків і океанів / Укладачі О. Я. Скуратович, Н. І. Чанцева. — К. : ДНВП «Картографія», 2014.
- Бєлозоров С. Т. Африка : фізико-географічний нарис. — вид. 2-ге, перероб. і доп. — К. : Радянська школа, 1957. — 232 с.
- Барановська О. В. Фізична географія материків і океанів : навч. посіб. для студентів ВНЗ : [у 2 ч.]. — Н. : Ніжинський державний університет ім. Миколи Гоголя, 2013. — 306 с. — ISBN 978-617-527-106-3.
- Еритрея // Гірничий енциклопедичний словник : [у 3-х тт.] / за ред. В. С. Білецького. — Д. : Східний видавничий дім, 2004. — Т. 3. — 752 с. — ISBN 966-7804-78-X.
- Костів Л. Я. Фізична географія материків і океанів. Африка : навч.-метод. посібник. — Л. : Видавничий центр ЛНУ імені Івана Франка, 2017. — 184 с. — ISBN 978-617-10-0374-3.
- Панасенко Б. Д. Фізична географія материків : навч. посіб. : в 2 ч. — В. : ЕкоБізнесЦентр, 1999. — 200 с.
- Юрківський В. М. Регіональна економічна і соціальна географія. Зарубіжні країни: Підручник. — 2-ге. — К. : Либідь, 2001. — 416 с. — ISBN 966-06-0092-5.

### Англійською
- (англ.) Graham Bateman. The Encyclopedia of World Geography. — Andromeda, 2002. — 288 с. — ISBN 1871869587.

### Російською
- (рос.) Авакян А. Б., Салтанкин В. П., Шарапов В. А. Водохранилища. — М. : Мысль, 1987. — 326 с. — (Природа мира)
- (рос.) Алисов Б. П., Берлин И. А., Михель В. М. Курс климатологии [в 3-х тт.] / под. ред. Е. С. Рубинштейна. — Л. : Гидрометиздат, 1954. — Т. 3. Климаты земного шара. — 320 с.
- (рос.) Апродов В. А. Вулканы. — М. : Мысль, 1982. — 368 с. — (Природа мира)
- (рос.) Апродов В. А. Зоны землетрясений. — М. : Мысль, 2010. — 462 с. — (Природа мира) — ISBN 978-5-244-01122-7.
- (рос.) Эфиопия // Африка: энциклопедический справочник [в 2-х тт.] / гл. ред. А. А. Громыко. — М. : Советская энциклопедия, 1986. — Т. 2. К-Я. — 671 с.
- (рос.) Бабаев А. Г., Зонн И. С., Дроздов Н. Н., Фрейкин З. Г. Пустыни. — М.  : Мысль, 1986. — 320 с. — (Природа мира)
- (рос.) Браун Л. Африка. — М. : Прогресс, 1976. — 288 с. — (Континенты, на которых мы живем)
- (рос.) Букштынов А. Д., Грошев Б. И., Крылов Г. В. Леса. — М. : Мысль, 1981. — 316 с. — (Природа мира)
- (рос.) Власова Т. В. Физическая география материков. С прилегающими частями океанов. Южная Америка, Африка, Австралия и Океания, Антарктида. — 4-е, перераб. — М. : Просвещение, 1986. — 269 с.
- (рос.) Гвоздецкий Н. А., Голубчиков Ю. Н. Горы. — М. : Мысль, 1987. — 400 с. — (Природа мира)
- (рос.) Гвоздецкий Н. А. Карст. — М. : Мысль, 1981. — 214 с. — (Природа мира)
- (рос.) Географический энциклопедический словарь: географические названия / под. ред. А. Ф. Трёшникова. — 2-е изд., доп. — М. : Советская энциклопедия, 1989. — 585 с. — ISBN 5-85270-057-6.
- (рос.) Исаченко А. Г., Шляпников А. А. Ландшафты. — М. : Мысль, 1989. — 504 с. — (Природа мира) — ISBN 5-244-00177-9.
- (рос.) Каплин П. А., Леонтьев О. К., Лукьянова С. А., Никифоров Л. Г. Берега. — М. : Мысль, 1991. — 480 с. — (Природа мира) — ISBN 5-244-00449-2.
- (рос.) Словарь современных географических названий / под общей редакцией акад. В. М. Котлякова. — Екатеринбург : У-Фактория, 2006.
- (рос.) Литвин В. М., Лымарев В. И. Острова. — М. : Мысль, 2010. — 288 с. — (Природа мира) — ISBN 978-5-244-01129-6.
- (рос.) Лобова Е. В., Хабаров А. В. Почвы. — М. : Мысль, 1983. — 304 с. — (Природа мира)
- (рос.) Максаковский В. П. Географическая картина мира. Книга I: Общая характеристика мира. — М. : Дрофа, 2008. — 495 с. — ISBN 978-5-358-05275-8.
- (рос.) Максаковский В. П. Географическая картина мира. Книга II: Региональная характеристика мира. — М. : Дрофа, 2009. — 480 с. — ISBN 978-5-358-06280-1.
- (рос.) Поспелов Е. М. Географические названия мира: Топонимический словарь. — М. : АСТ, 2005.
- (рос.) Эфиопия // Страны Африки. Политико-экономический справочник / ред. В. Солодовников, В. Румянцев. — М. : Издательство политической литературы, 1969. — 318 с.
- (рос.) Физико-географический атлас мира. — М. : Академия наук СССР и Главное управление геодезии и картографии ГУГК СССР, 1964. — 298 с.
- (рос.) Энциклопедия стран мира / глав. ред. Н. А. Симония. — М. : НПО «Экономика» РАН, отделение общественных наук, 2004. — 1319 с. — ISBN 5-282-02318-0.